# Pharsoreichertella simplicinervis
Pharsoreichertella simplicinervis is een muggensoort uit de familie van de Scatopsidae. De wetenschappelijke naam van de soort is voor het eerst geldig gepubliceerd in 1928 door Duda.